# Ackerbürgerhof Lange Straße 3 (Elsterwerda)
Der Ackerbürgerhof in der Langen Straße 3 ist ein denkmalgeschütztes Gebäudeensemble, das sich in der Kleinstadt Elsterwerda im südbrandenburgischen Landkreis Elbe-Elster befindet. Im örtlichen Denkmalverzeichnis ist er unter der Erfassungsnummer 09135509,T verzeichnet.

## Beschreibung und Geschichte
Der typische Ackerbürgerhof, der sich in heutiger Zeit unmittelbar am städtischen Marktplatz befindet, besteht aus einem Wohnhaus, einem ehemaligen Kuh- und Pferdestall und einem Landarbeiterhaus. Er entstand in der zweiten Hälfte des 19. Jahrhunderts. Zu jener Zeit befand sich zwischen der Langen Straße und der Hauptstraße noch ein Wohn- und Geschäftskomplex, welcher den Hof vom Marktplatz räumlich trennte. Als diese Gebäude 1945 einem Großbrand zum Opfer fielen, entstand in diesem Bereich eine Freifläche, der zunächst einige Jahrzehnte als Grünanlage gestaltet wurde. Diese mit einem Springbrunnen versehene Grünanlage musste allerdings im Jahre 2007 einer Erweiterung des Marktplatzes weichen, wodurch dieser sich in der Gegenwart bis zur Langen Straße erstreckt. 
Die Entstehung des zweigeschossigen Wohnhauses wird auf die Zeit zwischen 1851 und 1900 datiert. Bei dem Haus handelt es sich um einen massiven und verputzten Fachwerkbau mit Satteldach. Ebenfalls auf die zweite Hälfte des 19. Jahrhunderts werden ein den Hof abschließendes, ebenfalls mit Satteldach und Fachwerk versehenes zweigeschossiges Landarbeiterhaus sowie ein eingeschossiges Stallgebäude mit Satteldach datiert.
Das historische Gebäudeensemble, das nach der Wende umfangreich restauriert wurde, befindet sich heute in Privatbesitz. In seinen Räumlichkeiten ist unter anderem ein Reisebüro zu finden.